# ورزشگاه نیهوندایرا
ورزشگاه نیهوندایرا یک ورزشگاه فوتبال در کشور ژاپن است که در سال ۱۹۹۱ با ظرفیت ۲۰۰۰۰ نفر ساخته شده است.
این ورزشگاه میزبان بازی فینال سوپر جام آسیا ۲۰۰۰ بوده است.